# Guápulo

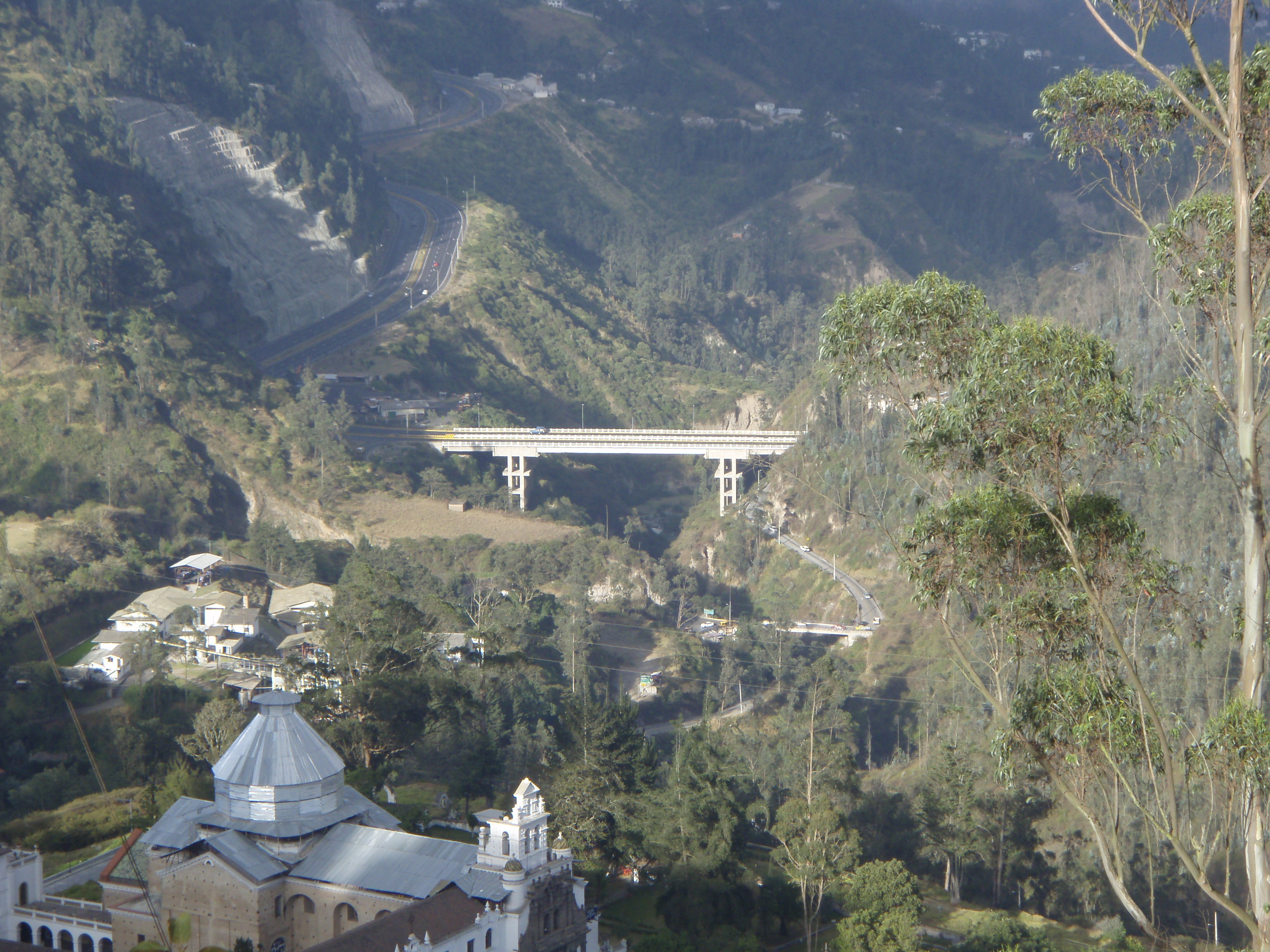
Guápulo.

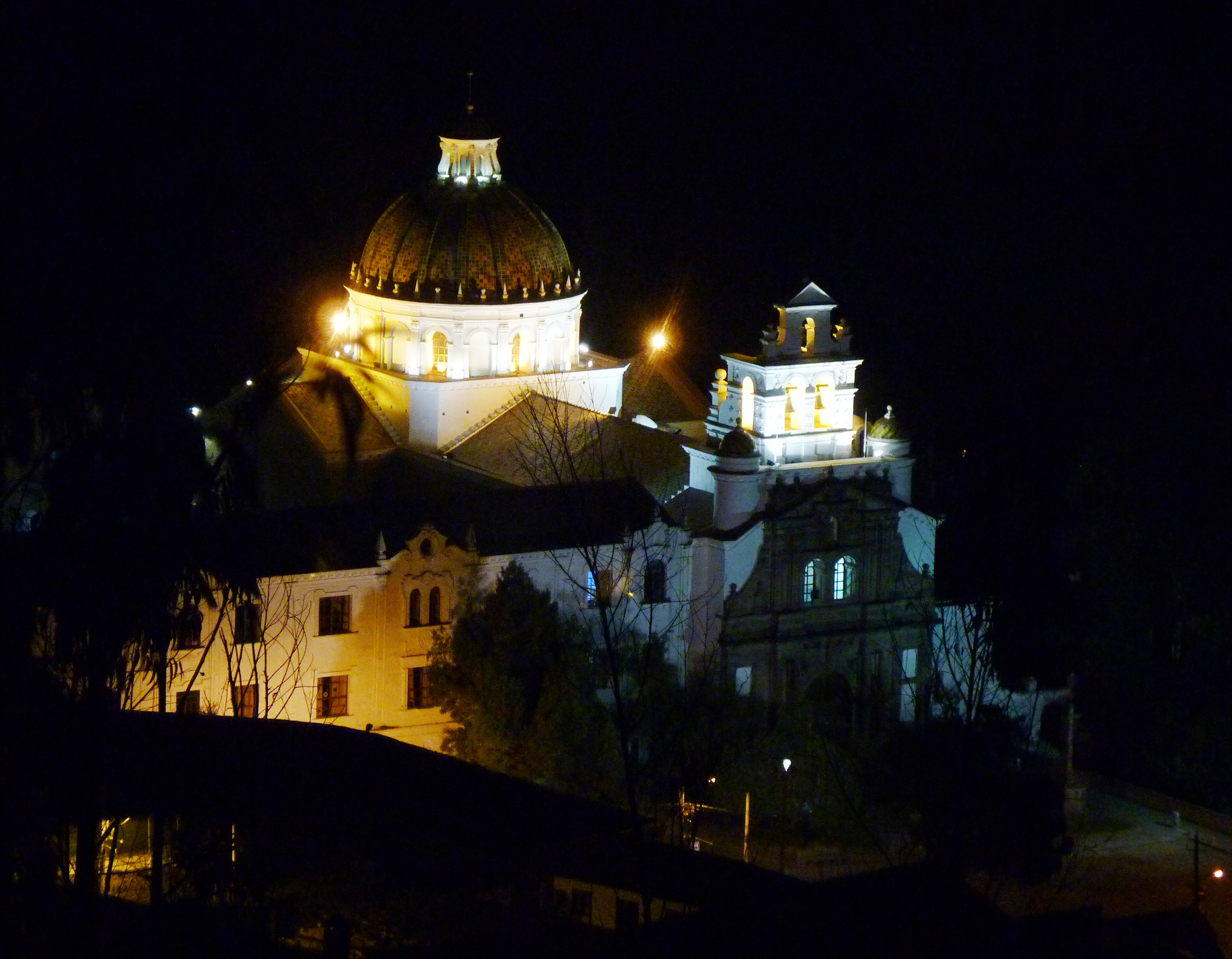
Vista da Igreja de Nuestra Señora de Guápulo à noite.

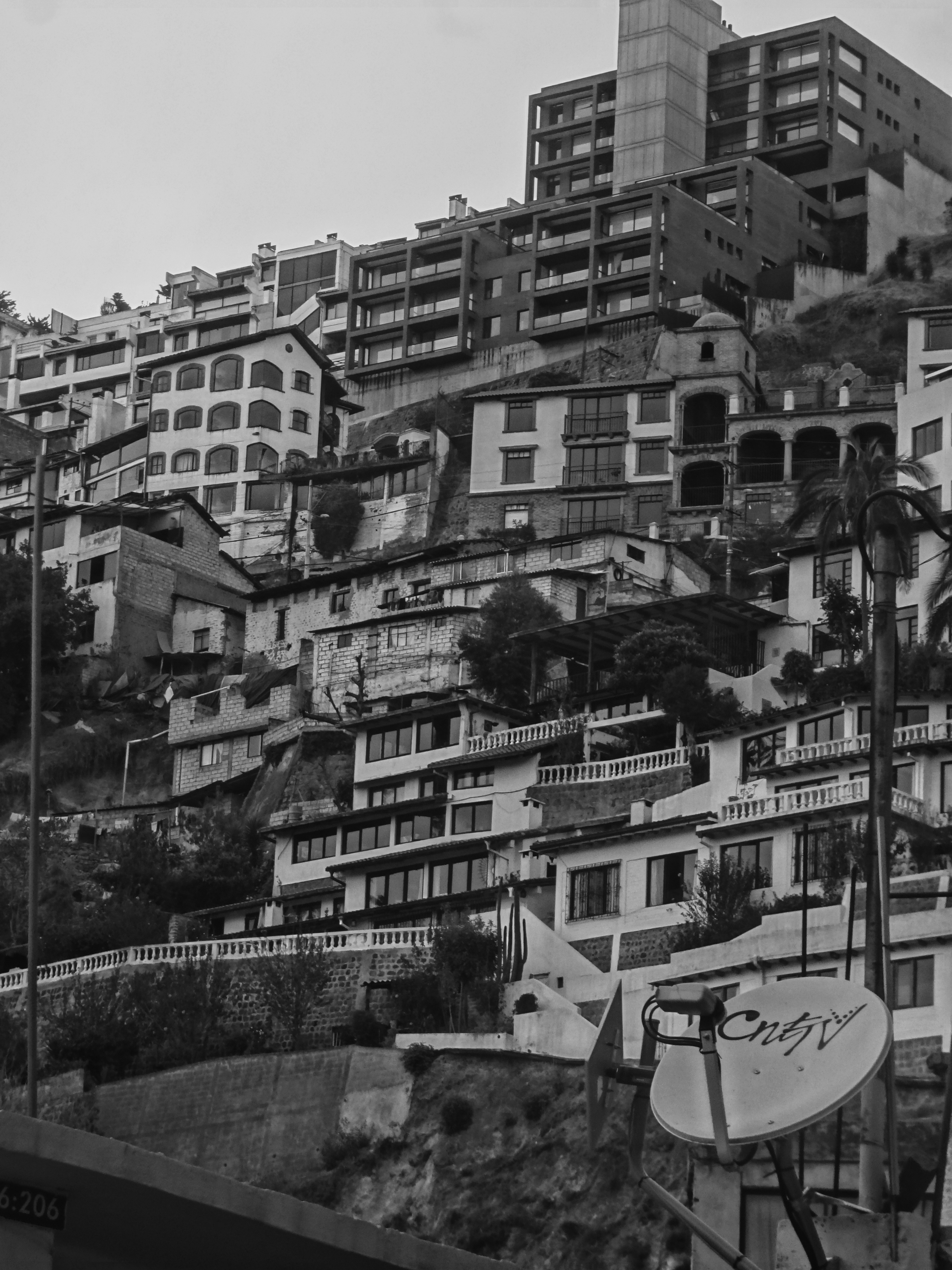

Guápulo é um bairro tradicional da cidade de Quito, Equador. Originalmente foi fundado pelos espanhóis como uma cidade independente. Estando situada nas colinas que atualmente separam a  zona urbana da rural, com o passar dos séculos e o avanço da cidade para o norte, incorporou-se à urbana no final do século XX.
O parque de Guápulo, o primeiro espaço de recreação da área, possui 19,5 hectares. Também é o espaço público da capital que mais concentra aves, determinado pela contagem realizada pelo Círculo de Observadores de Aves de Quito. A pesquisa indica que em Guápulo habitam cerca de 268 aves, as quais pertencem a 31 espécies diferentes. Nos 19,5 hectares do lugar, os visitantes podem encontrar trilhas, área de recreação, zonas de acampamento e piquenique. O espaço que está destinado à Asociación de Scouts del Ecuador, denominada Casas Scout, será o ponto de encontro para crianças e jovens onde poderão desenvolver atividades.  
Na divisão administrativa aplicada para o Distrito Metropolitano de Quito, Guápulo faz parte da Administración Zonal Norte - Manuela Sáenz. Estende-se aos pés do histórico Camino de Orellana, via que foi usada pelo conquistador Francisco de Orellana para iniciar a viagem em que acabaria por descobrir o rio Amazonas. A estrada, que começa a partir da avenida González Suárez para a rua dos Conquistadores, é uma das principais entradas para o bairro no norte da cidade.
No planalto principal encontra-se a Igreja de Nuestra Señora de Guápulo, edifício do século XVI que possui valor artístico e cultural. 

## Galeria

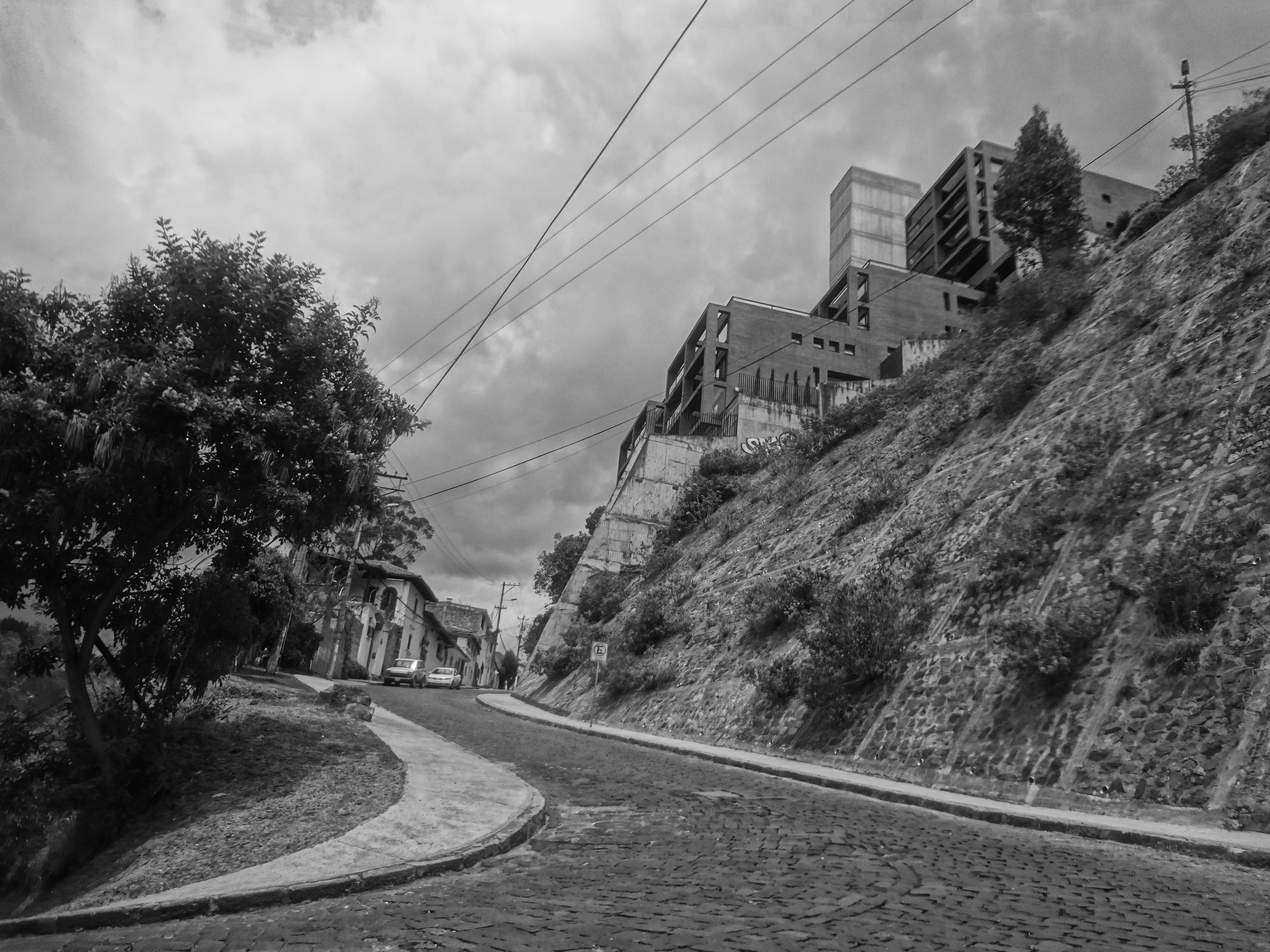
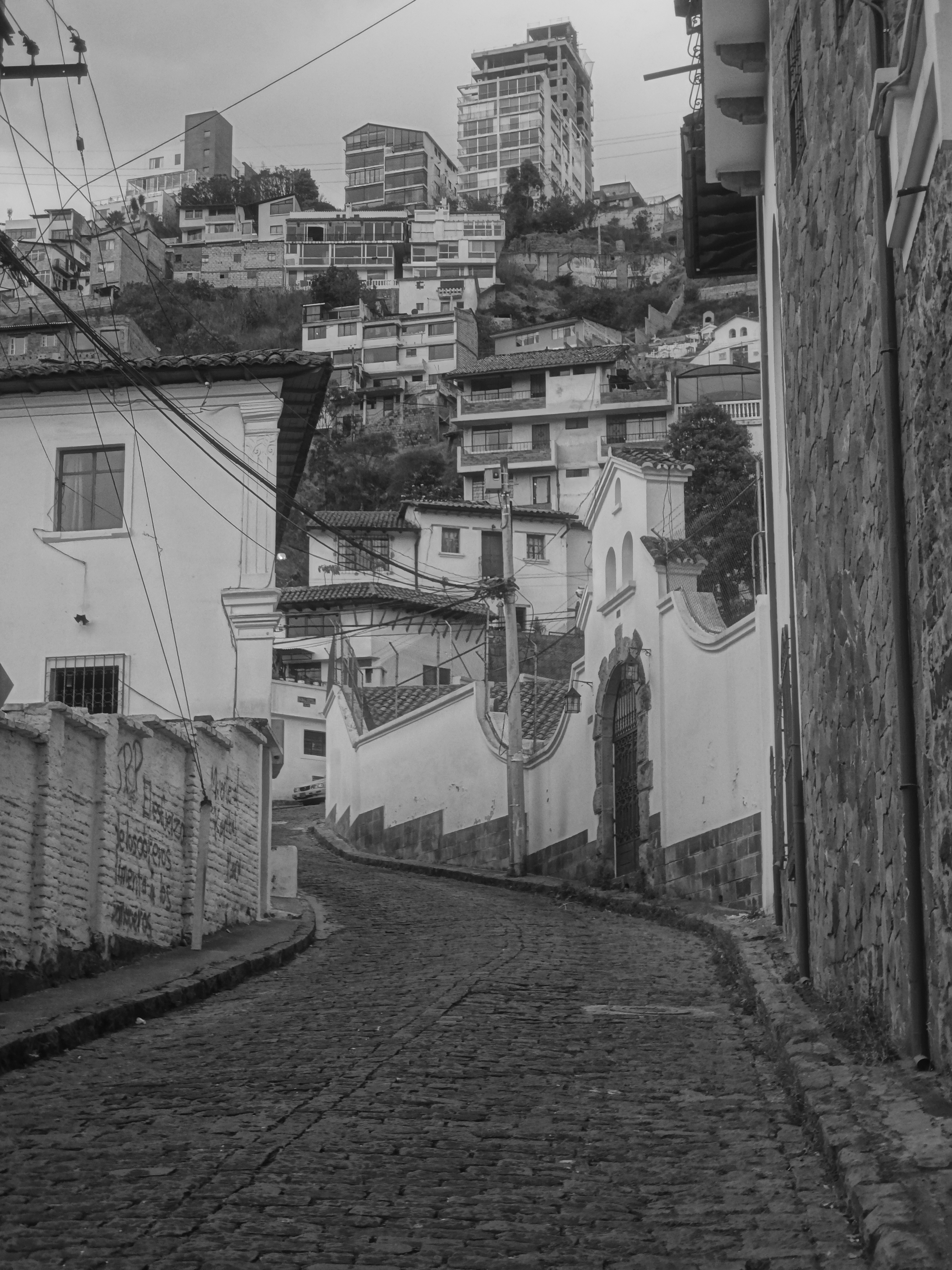
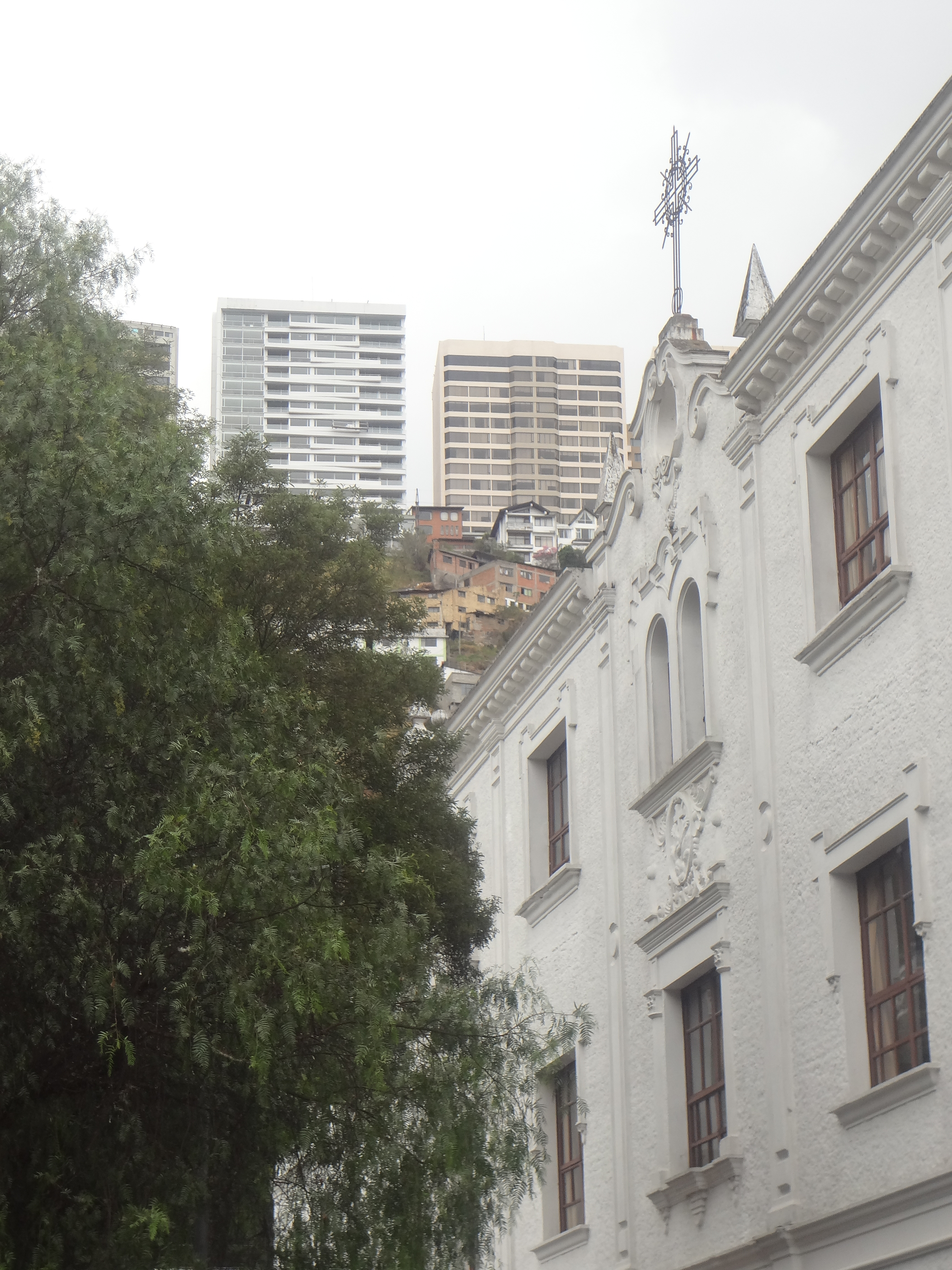
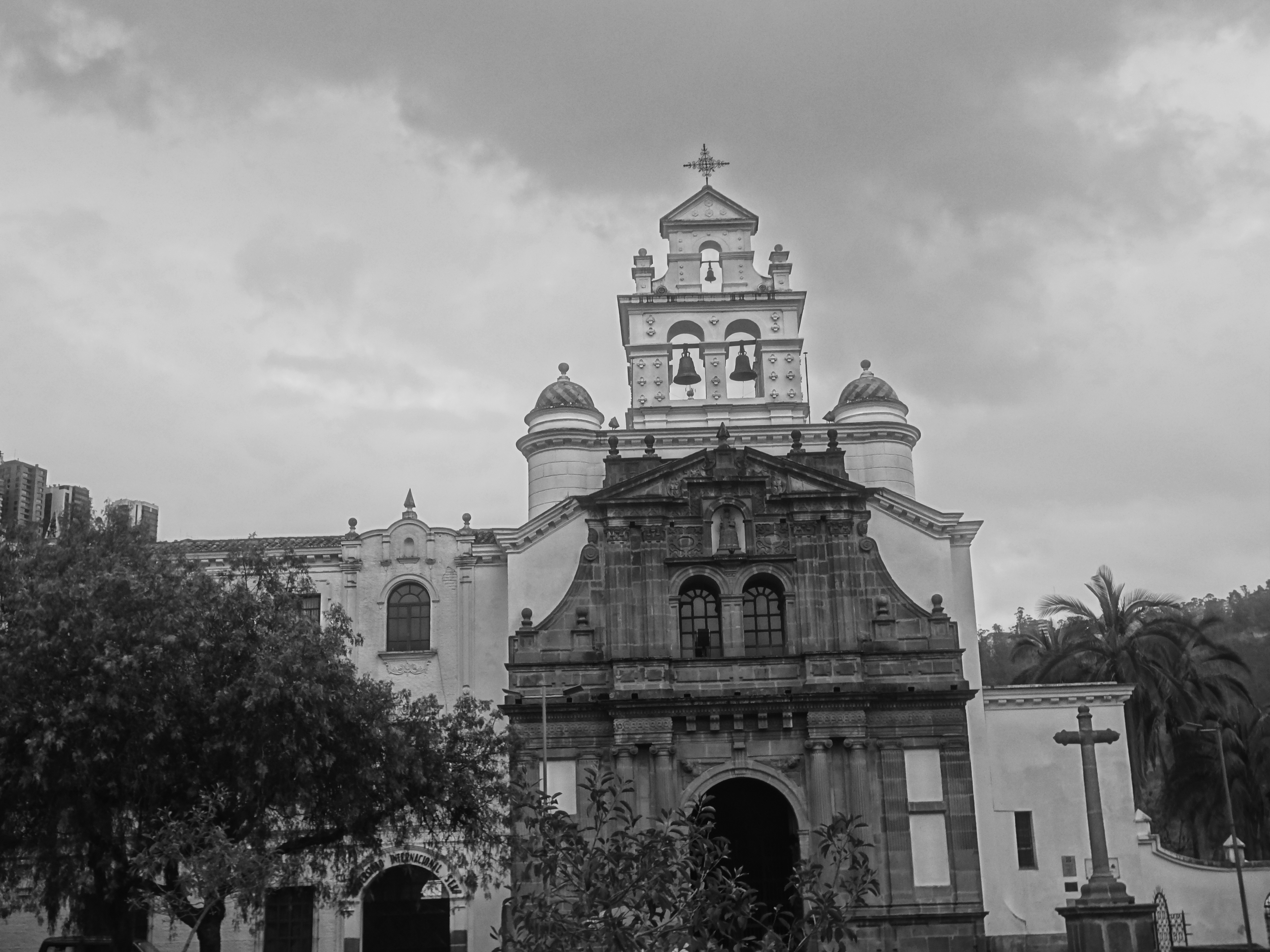
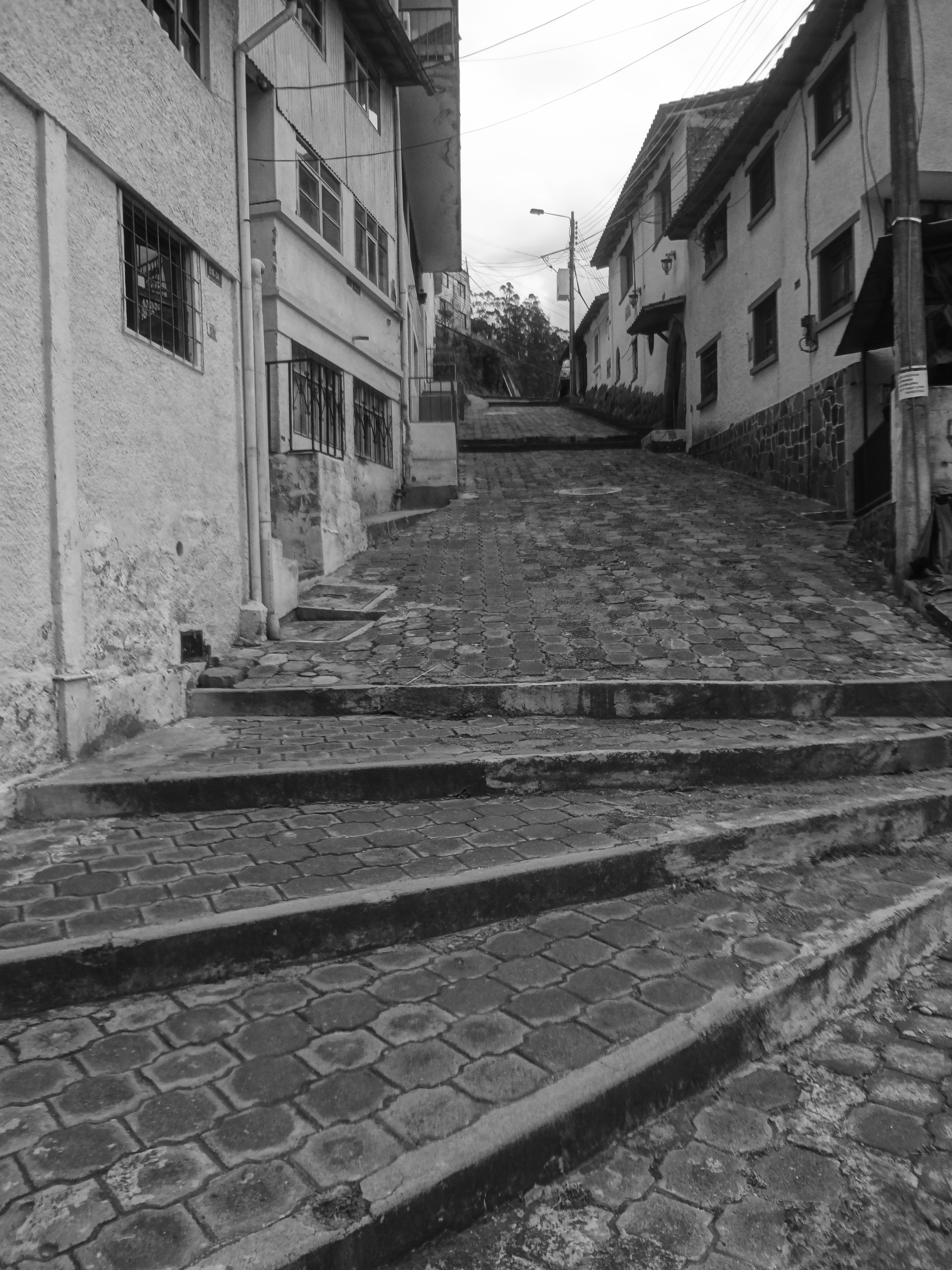
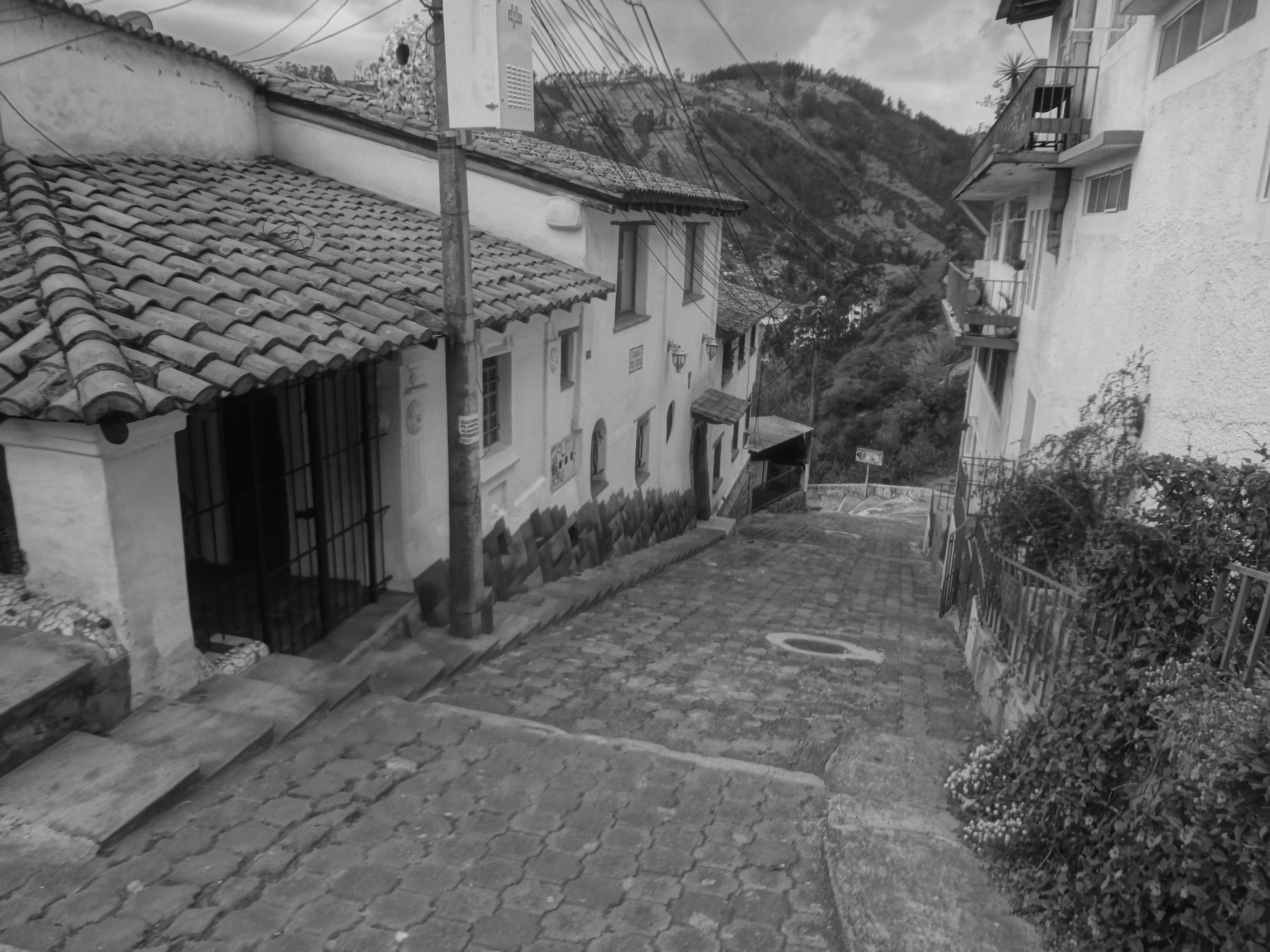